# 대구 도시철도
대구권 전철(大邱圈 電鐵)는 대구교통공사와 한국철도공사 대구본부 등 두 양사가 공동으로 운영하고 있는 대구광역시, 경상북도 경산시, 칠곡군, 구미시 및 그 주변 광역권의 도시 철도 체계이다.

## 노선
| 노선색 | 노선명 | 기점         | 종점   | 연장     | 역 수 | 운영                  |
| ------ | ------ | ------------ | ------ | -------- | ----- | --------------------- |
|        | 1호선  | 설화명곡     | 하양   | 37.1km   | 35    | 대구교통공사          |
|        | 2호선  | 문양         | 영남대 | 31.4km   | 29    | 대구교통공사          |
|        | 3호선  | 칠곡경대병원 | 용지   | 23.95km  | 30    | 대구교통공사          |
|        | 대경선 | 구미         | 경산   | 61.85 km | 7     | 한국철도공사 대구본부 |

### 1호선
대구 도시철도 1호선은 화원읍과 대구 시가지 월배에서 도심을 거쳐 시가지 반야월 등 대구 혁신도시와 경산 하양읍을 연결하는 32.8km의 도시 철도로, 1991년 12월 7일에 기공하여 1997년 11월 26일 부분 개통 (진천역 ~ 중앙로역)하였고 1998년 5월 2일에 전 구간 개통한 후, 2002년 5월 10일 남쪽 연장 구간 1개 역 (대곡역 ~ 진천역)을 개통하였으며 달성군 화원읍 주민들의 청원에 따라 건설된 서편 연장 2개 역 (설화명곡역~대곡역)을 개통하여 총 32개 역으로 운영 중이다. 차후 대구선 복선 전철화 사업이 완료되면, 안심역에서 하양역까지 8.87km 구간이 연장된다. 2019년 5월 17일 착공하였고, 안심역에서 대구한의대병원역까지는 도시 철도 노선을 신설하고, 대구한의대병원역에서 하양역까지는 폐선되는 대구선 노선을 활용하여 건설되었다. 2024년 12월 20일 개통식을 개최하고 12월 21일 개통되었다.
차량기지는 안심차량사업소, 월배차량사업소가 있으며 월배차량사업소에서 중검수를 담당하고, 안심차량사업소는 경검수만 담당한다. 열차는 6량 1편성으로 운행되며, 승객 운송의 수요량이 증가할 경우 8량 1편성으로 증편하여 운행할 수 있다. 반월당역에서 2호선으로 환승할 수 있고, 명덕역에서 3호선으로 환승할 수 있다.

### 2호선
대구 도시철도 2호선은 달성군 다사읍과 대구 성서 지역에서 도심을 거치며 달구벌대로를 관통하여 경산시를 연결하는 31.4km의 도시 철도로, 1996년 12월 19일에 기공하여 2005년 10월 18일에 전 구간을 개통하여 운행 중이다. 총 29개 역이 있고, 2007년 6월 4일에 3.32㎞ 연장 구간이 착공되어서, 2012년 9월 19일, 경산 지역 주민들의 청원에 따라 경산시에 정평역, 임당역, 영남대역의 3개 역이 신설되었다. 대구광역시의 큰 도로 중 서쪽 중앙과 동쪽 중앙을 직선으로 연결하는 달구벌대로를 관통한다.
차량기지는 문양차량사업소 1곳만 있으며, 현재 중형전동차 6량 1편성으로 운행 중이다. 다만 수요가 증가하면 역시 8량 1편성으로 증편 할 수 있다. 문양차량기지에서는 경검수만 담당하며 청라언덕역과 명덕역 간의 연결 선로 (영남대 방면)를 통해 월배차량기지로 회송하여 중검수를 실시한다. 반월당역에서 1호선으로, 청라언덕역에서 3호선으로 환승이 가능하다.

### 3호선
대구 도시철도 3호선은 대구 북구 시가지 강북 (칠곡)에서 중구 도심을 거쳐 수성구 범물동까지 연결하는 23.95km의 도시 철도로, 모노레일 경전철로 2009년 7월 24일에 착공하여 2015년 4월 23일에 개통하였다. 총 30개의 역이 있고 차량기지는 칠곡차량기지와 범물주박기지가 있으며, 3량 1편성으로 운행된다. 청라언덕역에서 2호선으로 환승하게 되고, 명덕역에서 1호선으로 환승하게 된다. 차후 범물에서 범안로를 따라 대구미술관과 대구스타디움을 거쳐 고산역과 신기역을 지나 신서혁신도시까지 연장될 계획도 있었다. 이때 고산역은 2호선과 환승이 될 예정이고, 신기역은 1호선과 환승이 될 예정이었지만 예비 타탕성 조사에서 탈락했다.

### 대경선 광역전철
대경선 광역전철은 구미와 사곡,왜관,대구도심을거쳐서 경산까지가는 약 62km의 광역철도노선이다. 이 노선의특징은 전국중전철중 유일하고 가장짧은 2량이라는점이다. 그리고 역간거리가 평균9km이다. 
차량기지는 동대구기지가있다. 
이 노선은 추가 연장계획이 있는데 북서쪽으로는 김천연장이 있고 남쪽연장으로는 청도,밀양연장이 있다(밀양연장은 확정안됨)

### 4호선
2023년 6월 28일 기본 계획이 확정되었다. 2026년에 착공한 후, 2030년 개통을 목표로 추진 중이다.

## 운임

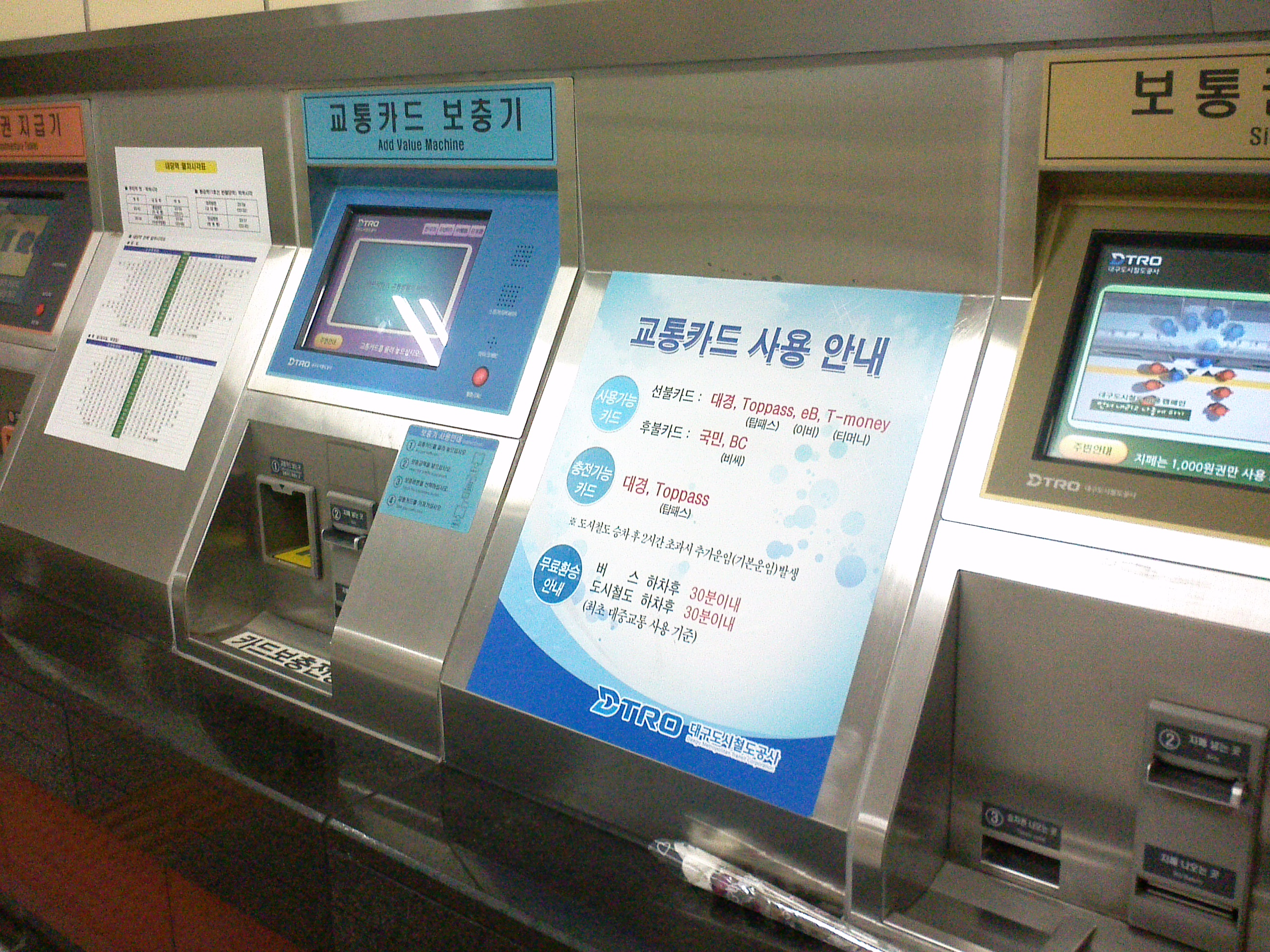
대구 도시철도 역 내 교통카드 충전기에 표시된 교통카드 사용 안내 표지

대구 도시철도의 운임은 전 구간 요금이 100% 동일한 균일 요금제이다. 교통카드를 이용하는 경우 할인과 함께 대구광역시, 경산시의 시내버스와는 상호 환승 무료·할인이 가능하다. 2016년 12월 30일부터 요금이 일부 조정되었다. 2019년 8월 13일부터 영천시의 시내버스로 환승 시 환승할인이 적용된다.
2024년 12월 14일부터 대경선 광역전철의 개통으로 구미시,칠곡군,김천시,성주군의시내버스도 환승할인이 적용되었다.
사용 가능한 교통카드
- 선불식: 대경교통카드, 탑패스, 티머니, 이즐, 레일플러스, 원패스
- 후불식: KB국민카드, BC카드, NH농협카드, 신한카드, 우리카드(자체망 카드), 현대카드, 삼성카드, 롯데카드, 하나카드(구 외환/하나SK카드)

| 종류   | 나이                    | 승차권 (원) | 카드 (원) |
| ------ | ----------------------- | ----------- | --------- |
| 전구간 | 어른 (만 19세 이상)     | 1,700       | 1,500     |
| 전구간 | 청소년 (만 13세 ~ 18세) | 1,700       | 850       |
| 전구간 | 어린이 (만 7세 ~ 12세)  | 500         | 400       |

## 안내 방송
- 2011년까지 한국어는 이윤정, 영어는 제니퍼 클라이드였으나, 2012년에 한국인 성우로 전부 개정되었지만, 개정된 성우의 방송안내와 부자연스러운 발음으로 2013년부터 다시 이윤정, 제니퍼 클라이드 성우로 환원되었다. 다만, 3호선의 차내에서는 열차 영어 안내방송 송출을 바리 새버리스가 맡게 되었다. 현재는 제니퍼 클라우드가 영어 안내 방송을 담당하고 있다.전국에서 유일하게 일본어를 한국인(이윤정 성우)이 녹음한다.

- 한국어 : 이윤정
- 영어: 제니퍼 클라이드[2]
- 일본어: 이윤정(1,2호선), 고쿄(1호선 명덕역, 2호선 청라언덕역, 3호선)
- 중국어: 곡호녀
- 대경선은 tts를 사용함

### 환승 안내방송
대구도시철도(1,2,3)는 대구교통공사의 로고송 중 일부가 나오지만 대경선은 한국철도공사 관할이라 얼씨구야가 나온다.

## 전 역사스크린도어설치 완료
1호선과 2호선의 스크린 도어는 2016년 10월부터 확대하였다.
1호선은 진천역과 동촌역을 시작으로 2017년 5월 20일에 가장 늦게 공사를 시작했던 동구청역에도 설치 공사가 끝나며 32개 전 역사에 스크린도어가 완비되었다.
2호선도 강창역과 성서산업단지역, 내당역을 시작으로 2017년 5월 25일에 가장 늦게 공사를 시작했던 고산역, 신매역, 사월역에도 스크린도어가 완비되었다.
3호선은 개통일부터 난간형 스크린도어를 가동하였다.

## 역사
- 1989년 9월 1일 : 대구 지하철 건설본부 설립
- 1991년 12월 7일 : 대구 도시철도 1호선 착공
- 1995년 11월 20일 : 대구광역시 지하철공사 창립
- 1996년 12월 19일 : 대구 도시철도 2호선 착공
- 1997년 11월 26일 : 대구 도시철도 1호선 1단계 구간(진천 - 중앙로) 개통
- 1996년 12월 31일 : 대구 도시철도 1호선 3단계 구간 대곡 연장 (대곡 - 진천 구간) 착공
- 1998년 5월 2일 : 대구 도시철도 1호선 2단계 구간(중앙로 - 안심) 개통
- 2002년 5월 10일 : 대구 도시철도 1호선 3단계 연장 구간(대곡 - 진천) 개통
- 2003년 2월 18일 : 대구 도시철도 1호선 중앙로역에서 화재 사고(대구 지하철 화재 참사)의 여파로, 교대역에서 동대구역 구간이 8개월 동안 운행이 중단됨
- 2003년 10월 21일 : 중앙로역을 무정차 통과하는 형태로 참사 8개월 만에 전 구간 통행 재개
- 2003년 12월 31일 : 중앙로역 영업 재개
- 2005년 10월 18일 : 대구 도시철도 2호선 1단계 구간(문양 - 사월) 개통, 반월당역 환승 개통
- 2007년 6월 4일 : 대구 도시철도 2호선 2단계 경산 연장구간 (사월 - 영남대 구간) 착공
- 2009년 5월 17일 : 대구 도시철도 3호선 착공
- 2010년 7월 22일 : 대구 도시철도 1호선 4단계 서편 연장 (설화명곡 - 대곡 구간) 착공
- 2011년 1월 1일 : 신 교통카드 탑패스카드 및 비씨후불교통카드 개통
- 2012년 9월 19일 : 대구 도시철도 2호선 2단계 경산 연장 (사월 - 영남대 구간) 개통
- 2015년 4월 23일 : 대구 도시철도 3호선 (칠곡경대병원 ~ 용지 구간) 개통, 명덕역, 청라언덕역 환승 개통
- 2016년 9월 8일 : 대구 도시철도 1호선 4단계 서편 연장 (설화명곡 - 대곡 구간) 개통
- 2017년 5월 25일 : 1, 2, 3호선 91개 전 역사 스크린도어 설치 완료
- 2019년 5월 17일 : 대구 도시철도 1호선 5단계 (안심 ~ 하양 구간) 착공
- 2024년 12월 14일 : 대경선 1단계 구간(구미 - 경산) 개통, 대구역, 동대구역 환승 개통
- 2024년 12월 21일 : 대구 도시철도 1호선 5단계 (안심 ~ 하양 구간) 개통

## 이용 인원

### 2006년 승하차 인원
1997년에서 2006년에 이르는 승차량 변동은 각 노선별 페이지 및 각 역별 페이지를 참고하기를 바란다.
| 노선명 | 노선 구간   | 승차 인원   | 승차 인원 | 하차 인원   | 하차 인원 |
| 노선명 | 노선 구간   | 한 해       | 하루 평균 | 한 해       | 하루 평균 |
| ------ | ----------- | ----------- | --------- | ----------- | --------- |
| 1호선  | 대곡 - 안심 | 62,854,206  | 172,255   | 63,907,988  | 175,140   |
| 2호선  | 문양 - 사월 | 45,477,291  | 124,598   | 43,808,439  | 119,686   |
| 합계   |             | 108,331,497 | 296,852   | 107,716,427 | 294,825   |

### 2009년 승차 인원
대구 도시철도는 대구 내부 통행의 약 9%를 처리하며, 2005년 10월 18일 2호선 개통으로 인해 그 비율이 크게 늘어난 상태다.
이는 2006년도에 준공영제 실시로 무료환승이 가능해지며 승객이 약간 증가하였다.
| 노선명 | 노선 구간   | 승차 인원   |           |
| 노선명 | 노선 구간   | 한 해       | 하루 평균 |
| ------ | ----------- | ----------- | --------- |
| 1호선  | 대곡 - 안심 | 60,866,068  | 166,756   |
| 2호선  | 문양 - 사월 | 50,913,676  | 139,490   |
| 합계   |             | 111,779,744 | 306,246   |

전체적으론 전에 올라왔던 2006년도 자료보다는 승객이 늘었지만 1호선은 오히려 약간 줄었고 2호선은 나름 증가세이다. 하루 평균 승차인원 30만명 정도가 이용한다.

### 2012년 승차 인원
2012년 9월 19일, 2호선의 경산 연장 구간(정평, 임당, 영남대의 3개 역)이 개통된 이후 도시 철도의 이용객 수가 유의미하게 증가하였다. 특히 경산 연장 노선의 개통 시점 이후, 2호선의 하루 평균 승차량이 1호선의 그것을 처음으로 추월한 것으로 집계되었다. 이는 경산 연장 구간의 이용객 증가로 인한 효과로 추산된다.
| 노선명 | 노선 구간     | 승차 인원   | 승차 인원 |
| 노선명 | 노선 구간     | 한 해       | 하루 평균 |
| ------ | ------------- | ----------- | --------- |
| 1호선  | 대곡 - 안심   | 67,082,908  | 183,287   |
| 2호선  | 문양 - 영남대 | 59,392,556  | 162,275   |
| 합계   |               | 126,475,464 | 345,561   |

## 사건·사고

### 대구 지하철 공사장 가스 폭발 사고
1995년 4월 28일 대구광역시 달서구 상인1동 영남중·고등학교 앞 상인네거리 지하철 1호선 제1∼2구간 공사장에서 일어난 가스 폭발 사건으로 인근의 대구백화점 상인점 신축 공사장(현재 롯데백화점 상인점)에서 지반 공사중 도시 가스 배관을 파손하여 이 가스가 하수관을 타고 공사장으로 흘러들어 폭발한 사고로 버스를 포함한 차량 150대가 파손되고 주택, 건물 등 80여 채가 파괴되었는데, 사고가 아침 출근길에 일어났기 때문에 등굣길 중고교생중 영남중학교 재학생들의 피해가 컸다.(사망 101명, 부상 202명)

### 대구 지하철 화재 참사
2003년 2월 18일 중앙로역에서 50대의 한 뇌병변 장애인이 자신의 신병을 비관하다 플라스틱통에 들어 있는 휘발유에 불을 붙인 뒤, 바닥에 던져 객차에 옮겨 붙어 객차는 다 타버렸고, 역사는 거의 회복하기 어려울 정도로 타버렸다. (사망 192명, 부상 148명)
이후 8개월 동안 1호선은 교대역 ~ 신천역 구간의 영업이 중단되어 8개월 동안 파행으로 반쪽 운행하였고, 예전의 승객수를 회복하는 데 수 년이 걸렸다. 2003년 10월 21일에 중앙로역 무정차 통과로 참사 8개월 만에 전구간 통행이 재개되어, 2003년 12월 31일에 중앙로역 영업을 재개하였다. 이 사건 이후로 전국 도시철도 및 광역철도의 전 차량의 내장재가 불에 타지 않거나 타더라도 유독가스를 배출하지 않는 재질로 교체되었다.
사고 이후, 8개월 동안 셔틀버스를 운행하였는데 교대역과 동대구역에서 출발하였고, 중간 승차는 불가능하였으나, 2003년 12월 31일에 다시 개통하였다.

## 같이 보기
- 대한민국의 도시 철도
- 지하철 목록
- 대구권 광역요금제